# Syöksy-klass
Syöksy-klassens kommandobåtar används för att leda sjöoperationer i den finska marinen. Fartygen byggdes mellan åren 1991 och 1993. 

## Benämningar
Syöksy (531)

Jymy (511)

Raju (512)

Vinha ()